# 德珍藏
德珍藏（藏語：ལྡེ་སྤྲིན་བཙན，威利转写：lDe sprin btsan，?—?），又译为德正赞，《吐蕃王朝世系明鉴正法源流史》作杰森赞。按照藏族的传统他是吐蕃王朝第23任赞普，吐蕃王朝早期所谓八德王之八。